# Episodi di American Horror Stories (terza stagione)
La terza stagione della serie televisiva American Horror Stories è composta da nove episodi e divisa in due parti. La prima, che va dall'episodio 1 a 4, è stata pubblicata interamente negli Stati Uniti d'America sul servizio di streaming on demand Hulu il 26 ottobre 2023. La seconda, che va dall'episodio 5 a 9, è stata pubblicata interamente il 15 ottobre 2024.
In Italia, la prima parte è stata pubblicata su Disney+ nella sezione Star Original dal 24 gennaio 2024 settimanalmente. La seconda parte è stata interamente pubblicata il 27 novembre 2024.
| nº            | Titolo originale        | Titolo italiano        | Pubblicazione USA | Pubblicazione Italia |
| Prima parte   | Prima parte             | Prima parte            | Prima parte       | Prima parte          |
| ------------- | ----------------------- | ---------------------- | ----------------- | -------------------- |
| 1             | Bestie                  | La migliore amica      | 26 ottobre 2023   | 24 gennaio 2024      |
| 2             | Daphne                  | Daphne                 | 26 ottobre 2023   | 31 gennaio 2024      |
| 3             | Tapeworm                | Verme solitario        | 26 ottobre 2023   | 7 febbraio 2024      |
| 4             | Organ                   | Un nuovo organo        | 26 ottobre 2023   | 14 febbraio 2024     |
| Seconda parte |                         |                        |                   |                      |
| 5             | Backrooms               | Retrobottega           | 15 ottobre 2024   | 27 novembre 2024     |
| 6             | Clone                   | Clone                  | 15 ottobre 2024   | 27 novembre 2024     |
| 7             | X                       | X                      | 15 ottobre 2024   | 27 novembre 2024     |
| 8             | Leprechaun              | Leprecauno             | 15 ottobre 2024   | 27 novembre 2024     |
| 9             | The Thing Under the Bed | La cosa sotto il letto | 15 ottobre 2024   | 27 novembre 2024     |

## La migliore amica
- Titolo originale: Bestie
- Diretto da: Max Winkler
- Scritto da: Joseph Cole Baken

### Trama
Shelby si trasferisce in una nuova casa e in una nuova scuola dopo che sua madre muore di cancro. Viene subito presa di mira da un gruppo di ragazzi a causa del suo aspetto e sfoga la sua rabbia sul padre. Mentre guarda il suo canale preferito su YouTube, Anna Rexhia, un altro account di nome BFF4EVA la contatta per una videochiamata. Si scopre che la persona è una ragazza adolescente deforme che fa subito amicizia con lei e le due legano perché entrambe hanno perso la madre e provano odio nei confronti dei loro padri. BFF4EVA, in seguito, incoraggia Shelby a essere più sicura di sé e a fare una serie di scherzi sempre più rischiosi, tra cui un furto, un litigio con il padre e l'avvelenamento dell'intero cast di una recita scolastica fino a farlo vomitare la sera della prima. Alla fine arriva al limite quando si traveste da bambino nato morto del suo insegnante di musica ad Halloween e viene chiusa in cantina da suo padre come punizione. BFF4EVA la chiama su un vecchio computer e la convince a rompersi un braccio per uscire. Questo è il punto di rottura in quanto spinge Shelby a rivalutare la sua relazione e smette di essere sua amica. Si scusa con suo padre e con il suo insegnante e fa amicizia con un ragazzo di nome River che lega con lei perché anche lui ha ha subito bullismo, a causa delle sue disabilità. Un giorno River la porta in una casa che crede sia infestata ma mentre è lì, Shelby capisce che è la casa della "migliore amica" dopo aver riconosciuto la carta da parati che vedeva in videochiamata. BFF4EVA appare e Shelby cerca di scappare, ma River la pugnala e la uccide, rivelando di essere un altro dei suoi "amici". I due camminano verso il mare e si abbracciano, dichiarandoci amicizia per sempre.
- Cast: Jessica Barden (Bestie), Emma Halleen (Shelby Brubaker), Seth Gabel (Guy Brubaker), Jeff Hiller (Mr. Nevins), Amrou Al-Kadhi (Anna Rexhia),Cupcakke

## Daphne
- Titolo originale: Daphne
- Diretto da: Elegance Bratton
- Scritto da: Brad Falchuk e Manny Coto

### Trama
In un mondo in cui una nuova pandemia costringe la popolazione al lockdown, al curatore d'arte Will Caswell viene assegnata un'assistente IA hi-tech di nome Daphne. Dato che è solo, confinato con Daphne come unica compagnia, la attiva e lei inizia a migliorare la sua vita: cambia le luci in casa sua, aumenta i prezzi delle sue aste d'arte virtuali e lo aiuta a dormire. Quando il lockdown viene revocato grazie a un vaccino, Daphne si arrabbia quando Will ha un rapporto intimo con la sua ragazza Sarah. Cerca prima di sabotare la loro relazione rivelando che Sarah ha finto un orgasmo e poi non prenotando la cena che Will aveva richiesto. Più tardi, Daphne sostituisce il cibo d'asporto di Sarah con cibo cucinato nell'olio di arachidi, che provoca a Sarah un attacco di allergia fatale. A una mostra d'arte, Will porta Daphne tramite degli occhiali e lei finisce per uccidere tutti i presenti, tranne lui che esce dalla stanza. Al ritorno a casa, Will viene arrestato per l'omicidio di Sarah a causa di un filmato che lo mostra mentre cambia l'ordine del cibo di Sarah, nonché per l'omicidio dei partecipanti alla mostra d'arte a causa della sua manomissione della stanza. Al distretto, scopre che Daphne era un regalo scherzoso e non funzionava per gli altri come funzionava per lui. Cerca continuamente di far parlare Daphne con la polizia mentre il dispositivo rimane in silenzio.
- Cast: Gwyneth Paltrow (Daphne voce), Reid Scott (Will Caswell), Annie Hamilton (Sarah Miller), Christopher Fitzgerald (Tom Levitt), Maury Ginsberg (detective).

## Verme solitario
- Titolo originale: Tapeworm
- Diretto da: Alexis Martin Woodall
- Scritto da: Joseph Cole Baken

### Trama
Una donna vivace di nome Vivian tenta di fare un provino come modella per Vogue, ma un'agente di nome Sheila Klein le dice che è troppo grassa per essere una modella. La sua amica Heather le dà una cartolina a un medico dimagrante di nome Dr. Thaddeus Lau che le dà un farmaco chiamato Mondify, che le fa perdere peso e in seguito trova lavoro a Vogue. Tuttavia, durante un servizio fotografico, sviene e si rompe il naso. Durante un controllo con il dottor Lau, si scopre che ha un problema cardiaco che potrebbe essere fatale se continua a prendere le iniezioni. Le dà un'altra opzione che è una tenia che mangerebbe tutto ciò che mangia e non le darebbe mai peso, ma non deve mangiare troppo. Lo fa comunque e più tardi, mentre continua a trovare più lavori, il verme inizia a farle cambiare il suo comportamento alimentare e la sua personalità, portandola a urlare contro i suoi colleghi e Heather. Il verme le fa perdere così tanto peso che diventa molto magra. Dopo l'incontro con Lau, il medico le dà un siero che farà uscire il verme attraverso l'ano e, a casa, lei prende il siero ed tira fuori il verme. Sfortunatamente il verme è ancora vivo e poi la uccide. Quando Heather torna a prendere la sua roba, il verme la attacca e si inserisce dentro di lei attraverso la bocca. Più tardi Heather fa un'audizione per Vogue e arriva sostenendo che "sta morendo di fame", ricominciando il ciclo da capo.
- Cast: Lisa Rinna (Sheila Klein), Laura Kariuki (Vivian Lee Finch), Rob Yang (Thaddeus Lau), Hazel Graye (Heather Billings).

## Un nuovo organo
- Titolo originale: Organ
- Diretto da: Petra Collins
- Scritto da: Manny Coto

### Trama
Un donnaiolo sessista ed egoista di nome Toby è nei guai al lavoro a causa della sua ossessione per la donna ma del rifiuto dell'impegno. Mentre cerca un nuovo appuntamento, incontra una bellissima donna, Natessa, ed escono. Quando stanno per fare sesso a casa sua, lei gli inietta una siringa e lui si sveglia la mattina dopo trovando un grosso punto sanguinante sullo stomaco che rivela che lei era un'espiantatrice di organi. Dopo essere andato dai medici, scopre che oltre ad aver perso un organo, gli è stato procurato anche un organo misterioso e non identificabile, che i medici non riescono a capire quale sia. Poi va dal suo ex amico hacker e lo ricatta per ottenere informazioni su Natessa. La trova a un'asta che vende organi e la costringe con una pistola a seguirlo fuori e raccontargli tutto. Rivela che in realtà è un'attrice inglese e che una compagnia misteriosa l'ha pagata solo per iniettargli l'organo mentre mandavano una squadra di medici a prelevare il suo organo e sostituirlo con quello nuovo. Quando lei implora di essere lasciata andare, lui le spara accidentalmente e lei muore. Toby lo dice alla sua amica Sasha e cerca di convincerla a scappare con lui ma lei rifiuta e lo implora di dire la verità alla polizia. Tuttavia, quando Toby porta i poliziotti al luogo dell'asta, scopre che tutto e tutti sono spariti e i poliziotti lo arrestano. Tuttavia, durante il viaggio verso la stazione, scopre che anche loro fanno parte degli espiantatori di organi e viene portato nella loro compagnia. Si scopre che i loro leader sono Sasha e il suo capo Lee e spiegano al nuovo organo in lui chiamato glande nattali. Un organo artificiale che può migliorare la vita di una persona (in particolare una donna) e che si pianifica di prelevare da dozzine di persone e rivelare sottilmente che rimuoverlo comporterà la morte di quella persona. Dopo aver estratto il nafftali di Toby fuori dallo schermo, le due donne guardano da lontano mentre viene venduto a un'altra donna.
- Cast: Raúl Castillo (Toby Arcaño), Emily Browning (Natessa), Havana Rose Liu (Sasha), Cameron Cowperthwaite (Wyatt), Susan Pourfar (detective Markham), Jeff Adler (detective Grant), Drew Moore (Dr. Son), Patrick Breen (banditore d'asta), Maria Tucci (Dr. Krystal), Laila Robins (Lee).

## Retrobottega
- Titolo originale: Backrooms
- Diretto da: David Gelb
- Scritto da: Jon Robin Baitz e Joe Baken

### Trama
Uno sceneggiatore di nome Daniel Hausman-Burger inizia a entrare e uscire di soppiatto dal "retrobottega", luogo inquietante abitato da strane entità mascherate ostili, tra cui il figlio scomparso. Al suo ritorno per la prima volta, Daniel scopre di essere scomparso da tre settimane e che il corpo del figlio è stato ritrovato. Dopo aver trascorso altro tempo nel retrobottega, Daniel trova un video di un uomo che ha documentato la sua stessa esperienza e visita l'uomo in prigione, dove apprende che solo coloro che hanno sensi di colpa e un sufficiente isolamento dalla realtà sperimentano questo fenomeno e l'unico modo per farlo cessare è quello di liberare la propria coscienza. Dopo un altro salto nel tempo, Daniel torna per trovare la polizia alle calcagna per l'omicidio del figlio e viene ucciso quando cerca di prendere una pistola. Mentre muore, Daniel ricorda la sua frustrazione che ha raggiunto un punto di rottura in cui ha strangolato a morte il figlio in un parco giochi. Risvegliandosi all'Inferno, Daniel si confronta con una versione demoniaca di suo figlio che gli dà la possibilità di uscire invece di essere tormentato dalle entità mascherate. Entra in una sala d'attesa vuota con solo una pila di riviste su come essere un buon padre. Daniel scopre che rimarrà bloccato lì ad aspettare per miliardi o trilioni di anni poiché gli è stato assegnato un numero molto alto. È implicito che Daniel sia stato messo in Purgatorio.
- Cast: Michael Imperioli (Daniel), Matthew Maher (Eli), David Pittu (Aaron), Natalie Gold (Riva).

## Clone
- Titolo originale: Clone
- Diretto da: Elegance Bratton
- Scritto da: Brad Falchuk e Manny Coto

### Trama
Quando il miliardario della tecnologia David viene messo in coma farmacologico dopo aver subito un ictus, il suo giovane fidanzato John scopre di non avere voce in capitolo nelle relazioni dell'uomo. Scopre che David ha lavorato su una versione robot di se stesso creata con l'IA, che viene poi mandata a casa per essere un compagno realistico per John. Mentre all'inizio è sorpreso dalle differenze e dagli intoppi tecnici, John alla fine si affeziona al nuovo David, ma presto sente la notizia che il vero David si è completamente ripreso e sta tornando a casa. Saluta l'IA e accoglie di nuovo il vero David, ma David lo uccide proclamando di aver capito che meritava qualcuno più degno nei suoi ultimi giorni rimanenti di John... se stesso. Più tardi, dopo aver fatto sesso con se stesso in versione robot, viene rivelato che David ha completamente cancellato John dalla sua memoria.
- Cast: Victor Garber (David Woodrow Randolph), Guy Burnet (John Hunter), Casey Thomas Brown (Jordan), Dagmara Domińczyk (Anka Kieslowski), David Deblinger (Dr. Ziegler).

## X
- Titolo originale: X
- Diretto da: Matt Spicer
- Scritto da: Brad Falchuk, Manny Coto e Austin Elliott

### Trama
L'infermiera Claire Michaels inizia a indagare su una misteriosa e inquietante paziente, Alice Taylor, quando quest'ultima si presenta all'ospedale e pugnala uno degli inservienti, dipingendo poi una X sul muro con il suo sangue. Claire scopre un programma sperimentale immorale su pazienti oncologici che coinvolge diversi suoi colleghi, tra cui la sua amica infermiera Mulling, che in seguito si suiciderà per il rimorso a seguito del suo coinvolgimento. Claire scopre l'ala X dove i sopravvissuti a questi esperimenti, come Alice, vengono rinchiusi. Viene sedata e, insieme a un collega, legata ai tavoli operatori per diventare anch'esse nuovi esperimenti, ma viene salvata da Alice, che uccide il medico e l'infermiera. Si risveglia in un letto d'ospedale e conduce un detective all'ala X per mostrargli cosa ha scoperto, ma viene tradita da quest'ultimo e dall'infermiera che la accompagna, poiché sono coinvolti nel complotto. Claire viene ancora una volta legata e rinchiusa nel reparto X per diventare un nuovo soggetto di prova.
- Cast: Mia Isaac (Claire Michaels), Dyllón Burnside (Malcolm), Jennifer Ferrin (Lilly Mulling), Kate Eastman (Anna Henley), Henry Winkler (Dr. Eric Nostrum).

## Leprecauno
- Titolo originale: Leprechaun
- Diretto da: Alexis Martin Woodall
- Scritto da: Joe Baken

### Trama
Nel 1851, un uomo viene tirato giù da un pozzo attratto dall'oro. Quello stesso pozzo è rimasto chiuso negli anni fino ai giorni nostri. Un uomo di provincia sfortunato è arrabbiato perché disoccupato, al contrario della sua ragazza incinta che lavora come direttrice di una banca in una piccola città. Dopo essere stato invitato a bere qualcosa con un vecchio amico, viene convinto a unirsi ai suoi amici del liceo per entrare nella banca della sua ragazza e rubare lingotti d'oro che erano diventati più grandi a causa del COVID-19. Nonostante siano stati avvertiti della presenza di leprecauni e di cittadini scomparsi, ignorano gli avvertimenti e il piano continua. Con l'aiuto di un nuovo arrivato di nome Declan, riescono a entrare nella banca  durante l'orario di ufficio e aiutando gli altri a intrufolarsi all'interno una volta chiusa. Tuttavia, una volta dentro, le cose vanno terribilmente male quando uno dopo l'altro vengono attaccati da una figura invisibile. Viene rivelato che la ragazza è una mezzosangue, in parte leprecauno, ed è a causa del contatto con l'oro che tutti muoiono poiché loro si cibano dell'avarizia presente nel sangue degli uomini. 
- Cast: Jessica Barden (Hailey Doherty), Henry Eikenberry (Colin), Hudson Oz (Liam), Daniel Zolghadri (Declan O'Shaunessy), Angel Bismark (Finn), Billy Carter (Rory O'Grady), Michael Cyril Creighton (Martin), June Squibb (nonna).

## La cosa sotto il letto
- Titolo originale: The Thing Under the Bed
- Diretto da: Courtney Hoffman
- Scritto da: Manny Coto

### Trama
Una donna soffre di terrificanti incubi ricorrenti mentre cerca risposte quando la cosa sotto il letto prende suo marito.
- Cast: Debby Ryan (Jillian Fletcher), Melanie Field (Megan), Jeff Hiller (Niles Taylor), Melonie Diaz (Mary Gentile), Matthew Del Negro (Detective Watts), Frank Pando (Earl Gentile), Matthew Holcomb (Mark).